# Krężnik
Krężnik (Actinostrobus) – rodzaj krzewów i małych drzew z rodziny cyprysowatych (Cupressaceae). Obejmuje 3 gatunki występujące w zachodniej Australii.

## Morfologia
PokrójKrzewy i niewielkie drzewa osiągające do 5 m wysokości.
LiścieMłodociane szpilkowate, wyrastają w trzech rzędach. Osiągają od 7 do 15 mm długości i są sine lub srebrzysto-zielone. Dojrzałe są łuskowate, ułożone w okółkach po trzy, zielone do sinozielonych.
Organy generatywneRośliny jednopienne. Kwiaty męskie skupione w wydłużone, jajowate strobile składające się z mikrosporofili wyrastających w okółkach w 3-6 rzędach. Strobile żeńskie jajowate lub kuliste, wzniesione na pędach, dojrzewają w ciągu roku. Składają się z 6 łusek. Na każdej z łusek rozwijają się 1-3 nasiona.
NasionaZaopatrzone w trzy skrzydełka.

## Systematyka
Wykaz gatunków
- Actinostrobus acuminatus Parl.
- Actinostrobus arenarius C.A.Gardner
- Actinostrobus pyramidalis Miq.